# Allotraeus rubriventris
Allotraeus rubriventris là một loài bọ cánh cứng trong họ Cerambycidae.